# Louis Metcalf
Louis Metcalf (Webster Groves, 28 februari 1905 - Queens, 27 oktober 1981) was een Amerikaanse jazz-trompettist en kornettist. Hij speelde kort bij de band van Duke Ellington.
Metcalf speelde in zijn jonge jaren op de drums, maar stapte over op de kornet. In zijn tienerjaren speelde hij in een band op een stoomschip van de Streckfus-lijn. In 1923 vestigde hij zich in New York, waar een levendige jazzscene was. Hij speelde hier in de clubs met onder meer Willie "The Lion" Smith, Jelly Roll Morton, Benny Carter en King Oliver. Ook werd hij een veelgevraagd sessiemuzikant: hij zou in de jaren twintig aan zo'n tweehonderd plaatopnames hebben meegewerkt. In 1926 speelde hij voor het orkest van Duke Ellington bij plaatopnames en was in de periode 1927-1928 lid van diens band, waar zijn zachte geluid contrasteerde met de klanken van trompettist Bubber Miley. Begin 1928 maakte hij plaats voor Arthur Whetsol. Hij had daarna eigen groepen en speelde bij Fletcher Henderson.
In 1946 ging hij naar Montreal, waar hij de International Band formeerde die in een vroege bop-stijl speelde. In Café Saint Michel speelde hij met lokale musici zoals Oscar Peterson, en rondreizende musici als Art Pepper, Fats Navarro en Sonny Rollins. Wegens een drugsdelict keerde hij rond 1951 terug naar New York en richtte een nieuwe groep op. Hij speelde in de jaren vijftig en zestig regelmatig in een nachtclub vlak bij Times Square. Hij maakte tevens verschillende plaatopnames voor kleine labels, waaronder een plaat voor Spivey waarop hij bop speelt. Na 1968 was hij nauwelijks meer muzikaal actief.

## Discografie
- I've Got the Peace Brother Blues, Spivey, 1966
- New York Horns, EPM

- Bibliothèque nationale de France: cb138974505 (data)
- Gemeinsame Normdatei: 1114999261
- International Standard Name Identifier: 0000 0000 6308 8549
- Library of Congress Control Number: n94063994
- MusicBrainz: bda2da5e-408b-43a9-8f59-f1b8e7c15aec
- SNAC: w6dn6gc3
- Système universitaire de documentation: 197615333
- Trove: 1193134
- Virtual International Authority File: 14959080
- WorldCat: E39PBJtMtcKJkRRfrt7C89K8G3